# Eriocaulon aloifolium
Eriocaulon aloifolium är en gräsväxtart som beskrevs av R.J.Davies. Eriocaulon aloifolium ingår i släktet Eriocaulon och familjen Eriocaulaceae.
Artens utbredningsområde är Queensland. Inga underarter finns listade i Catalogue of Life.